# Давньоскандинавська міфологія у попкультурі
Скандинавська міфологія збереглася в таких давніх ісландських текстах як Поетична та Прозова Едда й інших сагах. Міфологія норманів була мало відома за межами Скандинавії до 19-го століття. З поширенням публікацій норвезьких міфів і легенд в цей час посилається на норвезьких богів і героїв, вона поширилися на європейську літературну культуру, особливо в Скандинавії, Німеччині та Великій Британії. У більш пізньому 20 столітті посилання на норвезьку міфологію стали поширюватися в науковій фантастиці, рольових іграх, японській анімації.

## Реінтродукція у попкультуру
Збирачам старожитностей 19-го століття, таким як Джордж Уебб Десен, вдалося популяризувати міфологію Скандинавії в Німеччині та Англії; в обох випадках норманська міфологія була визнана останньою збереженої формою німецького язичництва. Німеччина і Англія були християнізовані набагато раніше, ніж скандинавські країни, і велика частина їх власних традицій була втрачена.
У Британії Вільям Морріс переклав та опублікував давню пам'ятку Ісландії «Сага про Вьольсунгів», що є найбільш відомим його перекладом, в основу якого покладено скандинавські легендарні сюжети; також Морріс перекладав інші ісландські саги на англійську мову. У Німеччині Ріхард Вагнер запозичив персонажів і теми зі скандинавської міфології для написання чотирьох опер, які є складовою Der Ring des Nibelungen (Перстень Нібелунга). Він також використовував середньовічні німецькі джерела й імена скандинавських богів.

## Комікси

### Американські комікси
- У Всесвіті Marvel норвезький пантеон і пов'язані з ним елементи є одними з головних, особливо Тор, який був одним з найдовше створюваних супергероїв компанії та був екранізований в The Avengers — фільмі, заснованому на коміксах. Також Локі (прийомний брат Тора) є одним із найвидатніших лиходіїв у Всесвіті Marvel, який позиціонується як один з головних антагоністів франчайзингового кінематографічного Всесвіту Marvel.[2]
- Одін, Тор і Локі, а також кілька інших істот та місця, де відбуваються події в норвезькій міфології мають схожі ролі в серії роману Ніла Геймана Пісочний чоловік, особливо в історії «Season of Mists» та «The Kindly Ones».[3]
- Люцифер продовжує цю тенденцію, маючи вигляд Локі та Сігюн. Бергельмір, Іггдрасіль і Нагльфар також описані, а Фенріз — найсуперечливіший герой.

### Європейські комікси
- Данська серія коміксів Valhalla заснована на скандинавських міфах.
- Бельгійська серія коміксів Thorgal заснована на норвезькій міфології, а також на атлантській фантастиці.

### Манга, аніме і манхва
- Герої скандинавського пантеону є головними персонажами японської манги та аніме Matantei Loki Ragnarok (Міфічний детектив Локі: Рагнарок).[4]
- Серія manhwa Ragnarok: автора Myung-Jin Lee бере за основу скандинавську міфологію та події Рагнареку та описує падіння богів.[5]
- Vinland Saga бере свій початок в Ісландії та в Європі 11-го століття, що посилається на скандинавську міфологію.
- Найсильніший в історії учень Кеніті, головні герої якого борються з бандою, відомою під назвою Рагнарек. Кожен з Восьми Кулаків Рагнарека носив ім'я, пов'язане з норвезькою міфологією: Берсерк, Фрейя, Локі, Тор, Зігфрід, Герміт, Валькірія та їх лідер Одін.
- Ах, моя богиня! має аспекти скандинавської міфології. Райський основний комп'ютер називається Іггдрасілль, імена богинь і демонів взяті з скандинавських богів і богинь, а комп'ютер під землею називається Nidhogg.
- Атака на титанів також має видатні теми скандинавської міфології, включно з (але не обмежуючись) Іміром, Замок Утгард, паралелі між скандинавськими богами / богинями та персонажами, а також сюжетні лінії, які імітують події в норвезькій міфології. Конфлікт між титанами та людьми можна порівняти з війнами між Асами і Ванами. Існують й інші посилання, але вони не значні, такі як, наприклад, мішок з оселедцем, знайдений Іміром (який містить норвезькі руни на етикетці), і гігантський кабан, вбитий у другій ОВА аніме.
- Sword Art Online має персонажів і історії, засновані на норвезькій міфології, де згадуються міфологічні персонажі та фігурує світове дерево — Іггдрасілль
- Старша школа DxD має норвезьких міфічних істот і богів нордичної міфології
- Saint Seiya: Poseidon and the Asgardians, має персонажів і історії, засновані на норвезькій міфології, такі як Одін, Фрейя, Йормунганд, Фенрір, Слейпнір, Сігурд тощо.

### Вебкомікси
- Sparkling Generation Valkyrie Yuuki — це вебйкомікс з Юкі, хлопчик перетворився на Валькірію від Гермода, щоб протистояти Сурту та гігантам.[6]
- Brat-halla — міфологічний вебкомікс про норвезьких богів. Всеотець Одін та його дружина Фрігг мають постійні клопоти з молодими Тором (ще малим він має надзвичайну силу), Локі (бога злоби, який любить грати з ляльками), Бальдром (невразливий гарний хлопчик), Хьодом (сліпий бог темряви та зими), Гермодом (гіпершвидкий) та іншими богами.[7]
- У The Order of the Stick фігурують божества скандинавського пантеону, включно з Тором, Сіф, Локі та Одіном, як боги північних земель та учасники створення всесвіту. Durkon Thundershield — один з головних героїв, є слугою Тора.[8]
- Stand Still. Stay Silent: картина, створена ілюстратором та карикатурником шведом Мінною Сандбергом, є постапокаліптичним вебкоміксом з елементами скандинавської міфології. У цій історії Ісландія та Норвегія повернулися до своїх давніх богів.[9]

## Музика
- Норвезька міфологія вплинула на творчість Ріхарда Вагнера та його написання чотирьох опер, що містяться в «Der Ring des Nibelungen» («Кільце Нібелунгів»).
- Wardruna — це норвезький музичний проєкт з метою вивчення та пробудження глибокої норвезької мудрості і духовності завдяки музиці, натхненної рунами Футарка.
- Матс Вендт заснував свою неоромантичну 16-годинну симфонічну сюїту Eddan на хронологічній реконструкції скандинавських міфів Віктора Рідберга.
- Норвезька міфологія — це популярна тема в хеві-метал. Manowar має безліч релізів, які посилаються на норвезьку міфологію. Крім концептуального альбому «Gods of War» 2006 року, є пісні «Gates of Valhalla» і «Secret of Steel» (Into Glory Ride, 1983), «Thor» («Powerhead») і «Sign of the Hammer» (1985), The Crown and the Ring (Kings of Metal, 1987) і Swords in the Wind (Warriors of the World 2002)
- Шведська симфонік-метал група Therion засновувала багато своїх текстів на скандинавській міфології, включно зі всім концептуальним альбомом 2001 року Secret of the Runes.
- Вікінг-метал фокусується на епосі вікінгів і скандинавській міфології як натхненні для лірики, наприклад, Bathory, Falkenbach і інші. Більш широке визначення вікінг-металу може також включати в себе скандинавську тематику гурту або скандинавський фольклор (Turisas, Ensiferum, Finntroll, Týr), окремими відгалуженнями є Doom metal (Doomsword) і Death metal (Amon Amarth).
- Норвезький симфонічний гурт Leaves 'Eyes випустила концептуальний альбом Vinland Saga (2006), заснованої на норвезькій міфології в цілому.
- Німецька хеві-метал команда Rebellion записала три скандинавських альбоми під назвою The History of the Vikings trilogy.
- У німецькому язичницькому фольклорному гурті «Faun» альбом «Acoustic – Buch der Balladen» містить елементи норвезької міфології. До альбому Eden вміщено пісню під назвою Iduna (Ідунн) на честь богині-хранительки яблук юності, завдяки яким аси лишались вічно молодими.
- Інші групи і пісні включно з Led Zeppelin — Immigrant Song, Jethro Tull — Cold Wind для Valhalla, Uriah Heep — Rainbow Demon (посилання на Bifröst і Heimdallr), кілька пісень Blind Guardian, Ginnungagap посилаються на германо-скандинавський фольклор.
- Другий студійний альбом канадської виконавиці Мелісси Ауф дер Маура «Out of Our Minds», зосереджений на скандинавських міфах.
- Російські гурти також часто використовують у своїх піснях скандинавську міфологію — Тролль Гнёт Ель, Nordverg , Ulfdallir та інші.

## Телебачення
- У ТВ-шоу Game of Thrones є скандинавський вплив.
- Деякі з норвезьких богів займають чільне місце в данському міні-серіалі, Jul i Valhal, і багато норвезьких міфів згадуються також. Локі, зокрема, є головним героєм.
- Міні-серіал Темне королівство: Король драконів, також відомий як Niebelungen, заснований на Пісні про Нібелунгів.
- У серіалі «Зоряна брама SG-1» згадується Асгард — потужний, але доброзичливий чужорідний вид, широко зображуваний як кілька сірих інопланетян, які, згідно з серії, є оригінальним джерелом норвезьких богів, що зображують їх, аби допомогти людству, Тор, член Вищої ради Асгарда, регулярно повертається на шоу. Їх космічні кораблі, як видно знизу, мають форму молота Тора. У «Stargate Atlantis» з'ясовується, що є підгрупа Асгарду, звана Ванами.
- У п'ятому сезоні серіалу Геркулес: Легендарні подорожі, епізоди Norse by Norsevest і Десь над мостом Райдуги зображують Геркулеса, що подорожує в Асгард, і входить в серйозний конфлікт між скандинавськими богами вікінгів.
- Одін і Валькірії з'являються кілька разів в телевізійному серіалі Ксена: Принцеса-воїн в шостому сезоні, яка є відривом від Геркулес: Легендарні подорожі
- У мультсеріалі Металокаліпсис, Сквісґаар Сквіґельф і Токі Вортуз як здається, показують деяку обізнаність в скандинавській міфології.
- У серіалі «Надприродне» сюжет посилався на скандинавських Ванів в епізоді про богів та скандинавських жителів. У 5 епізоді «Молот богів» зустрічаються члени кількох божественних пантеонів (в тому числі індусів, вуду і т. Д.), Щоб розібратися з питанням про іудео-християнський апокаліпсис. Люцифер вбиває всіх богів (крім Калі), включно і норвезьких богів Одіна, Бальдра і Локі. Молот Тора Мйольнір пізніше з'являється в епізоді «Сезон 8» як об'єкт на аукціоні, куплений норвезьким богом. Тор був основним героєм епізоду 10 Битви Богів.
- Новозеландський телесеріал «Всемогутній Джонсонс» зосереджений на сім'ї, яка є реінкарнацією норвезьких богів.
- Вікінги — це канадський серіал, заснований на образі легендарного Рагнара Лодброка. Персонажі шоу мають своє бачення Одіна і / або моляться кільком германським божествам, таким як Тор, Фрея, Фрейр і Локі.
- У True Blood є вампір на ім'я Ерік Норманн, який був колись князем вікінгів.
- Телевізійна серія «Відьми Іст-Енду», заснована на книзі з такою ж назвою, присвячена відьмам з Асгарду.
- У телевізійному серіалі American Gods представлені скандинавські міфологічні фігури, які є адаптацією нових американських богів Ніла Геймана. У першому сезоні Одін є найвідомішим.

## Кіно
- Герої стрічки «Вікінги» (1958) є активними прихильниками Одіна. Деякі персонажі поділяють паралелі з норвезькими богами, такими як Кірк Дуглас «Ейнар», який втратив око, або «Ерік» Тоні Кертіс, що втратив руку.
- Ерік Вікінг за участю Тіма Роббінса базується на міфах.
- Джим Керрі зіграв людину, життя якого змінилася після того, як він натикається на маску, що володіє здатністю норвезького бога Локі в фільмі Маска.
- У фільмі Син маски зображений пустотливий Локі як антагоніст, якого неодноразово лає всемогутній Один.
- У 2011 році вийшла стрічка Тор, режисера Кеннета Брана, де в головній ролі — Кріс Гемсворт. Фільм знято на основі коміксів Marvel Universe: Tor і фокусується на цьому персонажі і інших жителях Асгарду на основі норвезьких богів, де Локі, брат Тора і є його ворогом. У фільмі використовується Іггдрасілль (зображений як сузір'я в просторі, яке пов'язує Дев'ять Царств разом, що нагадує дерево) і Міст Біфрьост (шляхи, за допомогою яких асгардіанці подорожують на інші планети) в якості сюжетних ліній. Також з'являються інші персонажі, засновані на образах Геймдаля, Фріг і Одіна. Тор також з'являється в фільмі 2012 року «Месники», а Локі також повертається в якості лиходія в сіквелі «Тор:Темний світ» в 2013 році.
- Фільм Інгмара Бергмана «Весна Богородиці» (1960) — роздуми про збереження старої релігії в середньовічній християнській Швеції.
- Анімовані фільми DreamWorks «Як приборкати дракона» (2010) і «Як приборкати дракона 2» (2014 року) показують життя вікінгів та посилаються на богів Одіна і Тора.